# ترکیبات دی‌آزونیم

کاتیون بنزن‌دی‌آزونیم

ترکیبات دی‌آزونیم(به انگلیسی: Diazonium compound) دسته‌ای از ترکیبات آلی هستند که دارای گروه عاملی مشترکی به صورت R-N2+ X- هستند که در آن R می‌تواند یک آلکیل یا آریل یا ... باشد و X نیز می‌تواند یک آنیون تک اتمی (مانند هالید) یا چند اتمی باشد. نمک‌های دی‌آزونیم به خصوص گونه‌هایی که در آن R یک گروه آریل است، در سنتز رنگدانه‌های آزو به کار می‌رود.